# Cervicitis
La inflamación de los tejidos del  cérvix se conoce como cervicitis. La cervicitis en mujeres tiene muchas situaciones en común con la uretritis de hombres y muchas de las causas son sexualmente transmitidas.

## Causas
Puede ser causada por algunas infecciones, de la cual las más comunes son Chlamydia trachomatis y Neisseria gonorrhoeae.  Trichomonas vaginalis y herpes simplex son menos comunes causas de cervicitis.  Los roles de Mycoplasma genitalium  y de vaginosis bacteriana en causar cervicitis está aún bajo investigación.

## Cervicitis mucopurulenta
La  cervicitis mucopurulenta, MPC, se caracteriza por exudado visible purulento o mucopurulento endocervical en el canal endocervical o en la muestra de frotis endocervical.  Algunos especialistas diagnostican MPC sobre la base de sangrado cervical inducido fácilmente.  Otros especialistas consideran un incrementado número de leucocitos polimorfonucleares en células endocervicales con tinción de Gram, siendo útil en el diagnóstico de MPC, pero este criterio no está estandarizado, tiene un bajo valor predictivo positivo (PPV), y no está disponible en algunos sitios. 
La MPC frecuentemente es asintomática,  pero algunas mujeres tienen una descarga vaginal anormal,  y sangrado vaginal (e.g., después del  coito). 
La MPC puede ser causada por Chlamydia trachomatis o por Neisseria gonorrhoeae; sin embargo, en muchos casos ningún organismo puede aislarse.  La MPC puede persistir a pesar de repetidas intervenciones con terapia antimicrobiana.  Como las recaídas o reinfecciones con  C. trachomatis o con  N. gonorrhoeae usualmente no se presentan en personas con persistentes casos de MPC, podrían estar involucrados otros determinantes nomicrobiológicos; como por ej., inflamación de la zona ectópica.
Pacientes que tienen MPC deberían testearse para C. trachomatis y N. gonorrhoeae,  con los más sensibles y específicos tests disponibles.  Sin embargo,  la MPC no es un predictor de una segura infección con esos microorganismos; muchas mujeres con  C. trachomatis y/o N. gonorrhoeae no tienen MPC.  Puede ser una cervicitis crónica, ciertamente de aparición en mujeres postparto.  A veces se la asocia con el uso de anticonceptivos orales, posiblemente por el ligero aumento en la irrigación sanguínea al cérviz, por un aumento en niveles hormonales.  Mucho menos frecuente,  una cervicitis podría ser resultado de sensibilización a ciertos químicos, como espermicidas, látex y  tampones.

## Síntomas
El grado de invisibilización de cada episodio es circunstancia del paciente:
- Flujo mucopurulento endocervical (verdoso-amarillento)
- Algias pélvicas
- Dolor de cintura
- Disuria
- diarrea

Como es frecuente que una infección vaginal se transfiera al cérviz, esos tejidos podrían inflamarse y/o crear una erosión cervical, hasta llagas.

## Diagnóstico
- Anamnesis de historia médica
- Cérvix con edema, eritema, friabilidad o sangrado
- Frotis con neutrofilia (>30 por campo) y diplococos gram negativos es de etiología Neisseria gonorrhoeae
- Frotis con neutrofilia (>30 por campo) y sin diplococos es de etiología Chlamydia trachomatis
- Papanicolaou con raspado de endocervix y exocervix
- Biopsia. También con microexamen de tejido extirpado del cerviz
- Biocultivo de flujo cervical